# ブレスレス (ケニー・Gのアルバム)
『ブレスレス』（Breathless）は、アメリカ合衆国のサクソフォーン奏者ケニー・Gが1992年に発表した6作目のスタジオ・アルバム。セールス的に大きな成功を収めた作品で、『ビルボード』1999年12月25日号によれば、1990年代のアメリカで15番目の売り上げを記録したアルバムである。

## 背景
収録曲のうち9曲は、シアトルのスタジオGにおいてディーン・パークスやパウリーニョ・ダ・コスタと共にレコーディングされた。本人によれば、以前のアルバムは3カ月ぐらいで制作していたが、本作は2年近くかけて完成させたという。
ピーボ・ブライソンとアーロン・ネヴィルがゲスト・ボーカリストに起用された。ネヴィルと共演した「マイ・ハート・ブレイク」は、1992年公開の映画『ボディガード』のサウンドトラックに提供されており、デイヴィッド・フォスターが共同プロデューサーとして参加した。なお、『ボディガード』のサウンドトラックには、本作に収録されていないケニー・Gのオリジナル曲「ウェイティング・フォー・ユー」も提供された。
「ウェディング・ソング」は、1992年に行われた自身の結婚式でも演奏された曲である。
アメリカ盤CDは14曲入りだが、日本盤には「ジャスミン・フラワー」がボーナス・トラックとして追加収録され、ヨーロッパ盤にはこの曲の代わりに「Natural Ride」が収録された。

## 反響
アメリカのビルボードではBillboard 200及びR&Bアルバム・チャートで2位に達し、コンテンポラリー・ジャズ・アルバム・チャートでは1位を獲得した。その後も売り上げを伸ばし、1998年6月にはRIAAによって12×プラチナに認定された。『ビルボード』の年間アルバム・チャートでは、1993年に2位、1994年に51位、1995年に81位、1996年に126位となった。
本作からは「フォーエヴァー・イン・ラヴ」（全米18位）、「愛の夜明け」（全米25位）、「センティメンタル」（全米72位）がBillboard Hot 100にチャート・インしており、「フォーエヴァー・イン・ラヴ」はグラミー賞最優秀インストゥルメンタル作曲賞を受賞した。
ニュージーランドのアルバム・チャートでは、合計3週1位を獲得し、23週トップ10入りする大ヒットを記録した。

## 収録曲
特記なき楽曲はケニー・G作。
1. ジョイ・オブ・ライフ - "The Joy of Life" - 4:21
2. フォーエヴァー・イン・ラヴ - "Forever in Love" - 5:00
3. イン・ザ・レイン - "In the Rain" - 4:59
4. センティメンタル - "Sentimental" (Kenny G, Walter Afanasieff) - 6:35
5. 愛の夜明け - "By the Time This Night Is Over" (Michael Bolton, Diane Warren, Andy Goldmark) - 4:46
6. エンド・オブ・ザ・ナイト - "End of the Night" - 5:22
7. アローン - "Alone" - 5:25
8. モーニング - "Morning" (Kenny G, W. Afanasieff) - 5:13
9. マイ・ハート・ブレイク - "Even If My Heart Would Break" (Franne Golde, Adrian Gurvitz) - 4:58
10. G・バップ - "G-Bop" (Dan Shea, Kenny G, W. Afanasieff) - 4:05
11. シスター・ローズ - "Sister Rose" (Kenny G, W. Afanasieff) - 6:14
12. ア・イヤー・アゴー - "A Year Ago" - 5:17
13. ホームランド - "Homeland" - 4:34
14. ジャスミン・フラワー - "Jasmine Flower" (Chinese Traditional) - 4:39
15. ウェディング・ソング - "The Wedding Song" (Kenny G, W. Afanasieff) - 3:22

## 参加ミュージシャン
- ケニー・G - ソプラノ・サックス、テナー・サックス、ドラム・プログラミング他
- ウォルター・アファナシェフ - キーボード、シンセベース、プログラミング、ギター、ハモンドオルガン、ピアノ、パーカッション、シンクラヴィア、アコースティック・ギター、ベース、ドラムス、チェロ
- ピーボ・ブライソン - ボーカル(#5)
- アーロン・ネヴィル - ボーカル(#9)
- ダン・シェア - キーボード、シンセベース、プログラミング
- ディーン・パークス - ギター(#1, #2, #3, #4, #6, #7, #8, #12, #13)
- マイケル・トンプソン - ギター(#5, #9)
- パウリーニョ・ダ・コスタ - パーカッション(#1, #2, #3, #4, #6, #7, #8, #12, #13)
- レン・クライス - プログラミング(#5, #9, #11)
- Gary Cirimelli - プログラミング(#5, #9, #11)
- ヴァイル・ジョンソン - ベース(#6)
- ウィリアム・ロス - ストリングス・アレンジ、指揮(#8, #15)
- ジョン・ロビンソン - ドラムス(#9)
- ランディ・カーバー - キーボード(#9)
- フィリップ・イングラム - バッキング・ボーカル(#5, #9, #11)
- リン・デイヴィス - バッキング・ボーカル(#5, #9, #11)
- フレッド・ホワイト - バッキング・ボーカル(#5, #11)
- ローズ・ストーン - バッキング・ボーカル(#5, #11)
- ジム・ギルストラップ - バッキング・ボーカル(#5, #11)
- ポーティア・グリフィン - バッキング・ボーカル(#5)
- パット・ホーク - バッキング・ボーカル(#5)
- Vann Johnson - バッキング・ボーカル(#5)
- ジーン・マクリーン - バッキング・ボーカル(#9)
- アレックス・ブラウン - バッキング・ボーカル(#11)